# SPZR Poprad

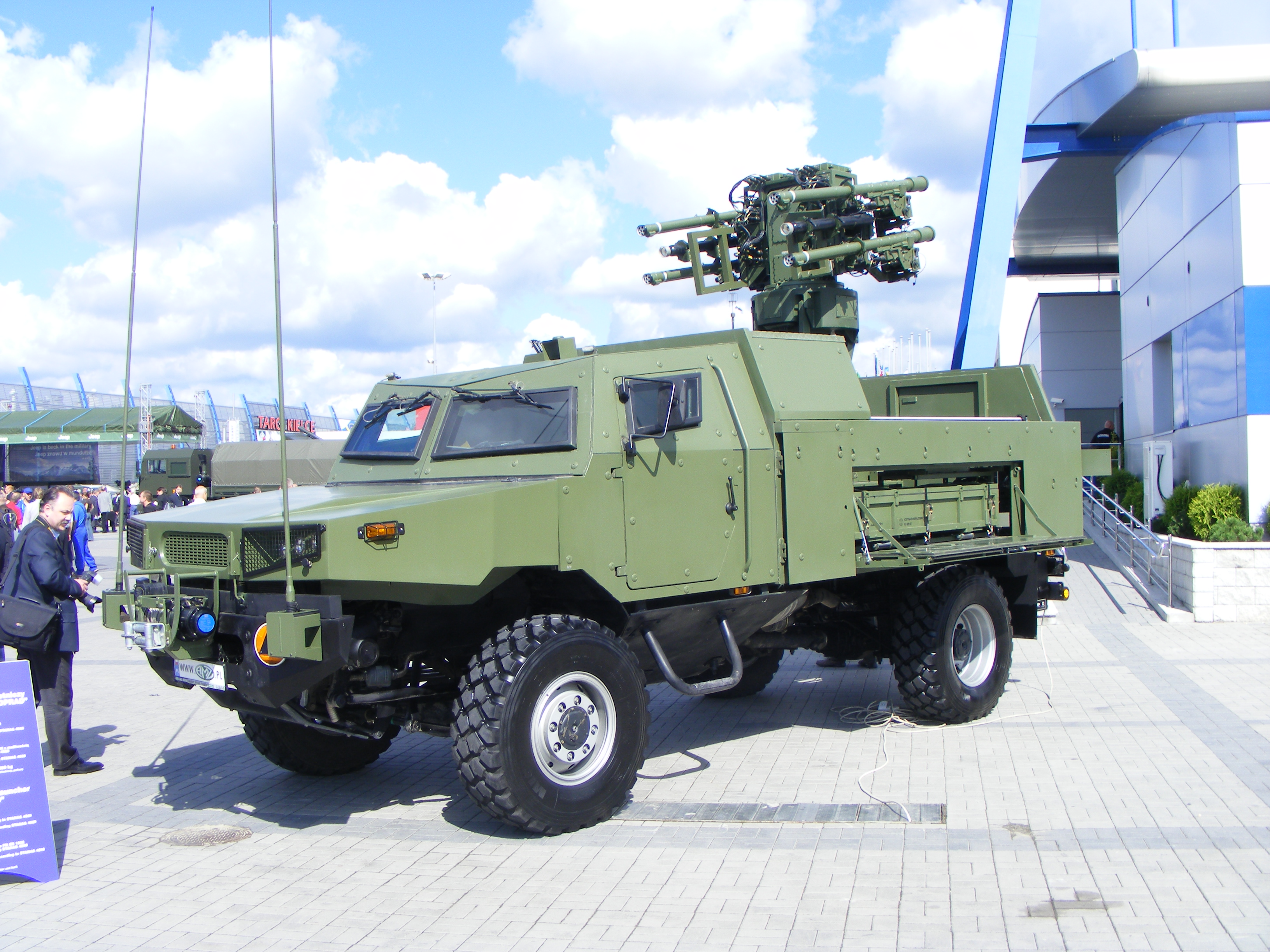
Prototyp SPZR Poprad na podwoziu Żubr-P podczas targów MSPO 2008

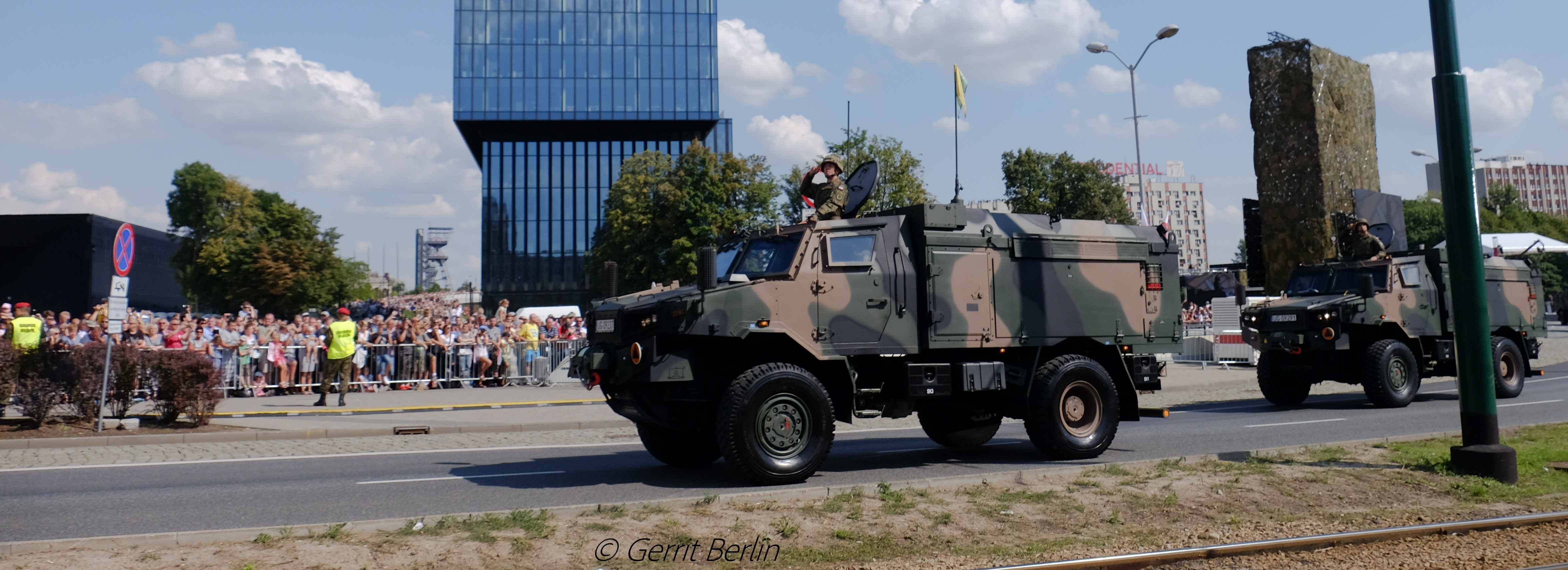
Zestaw Poprad ze złożonym uzbrojeniem i głowicą śledzącą

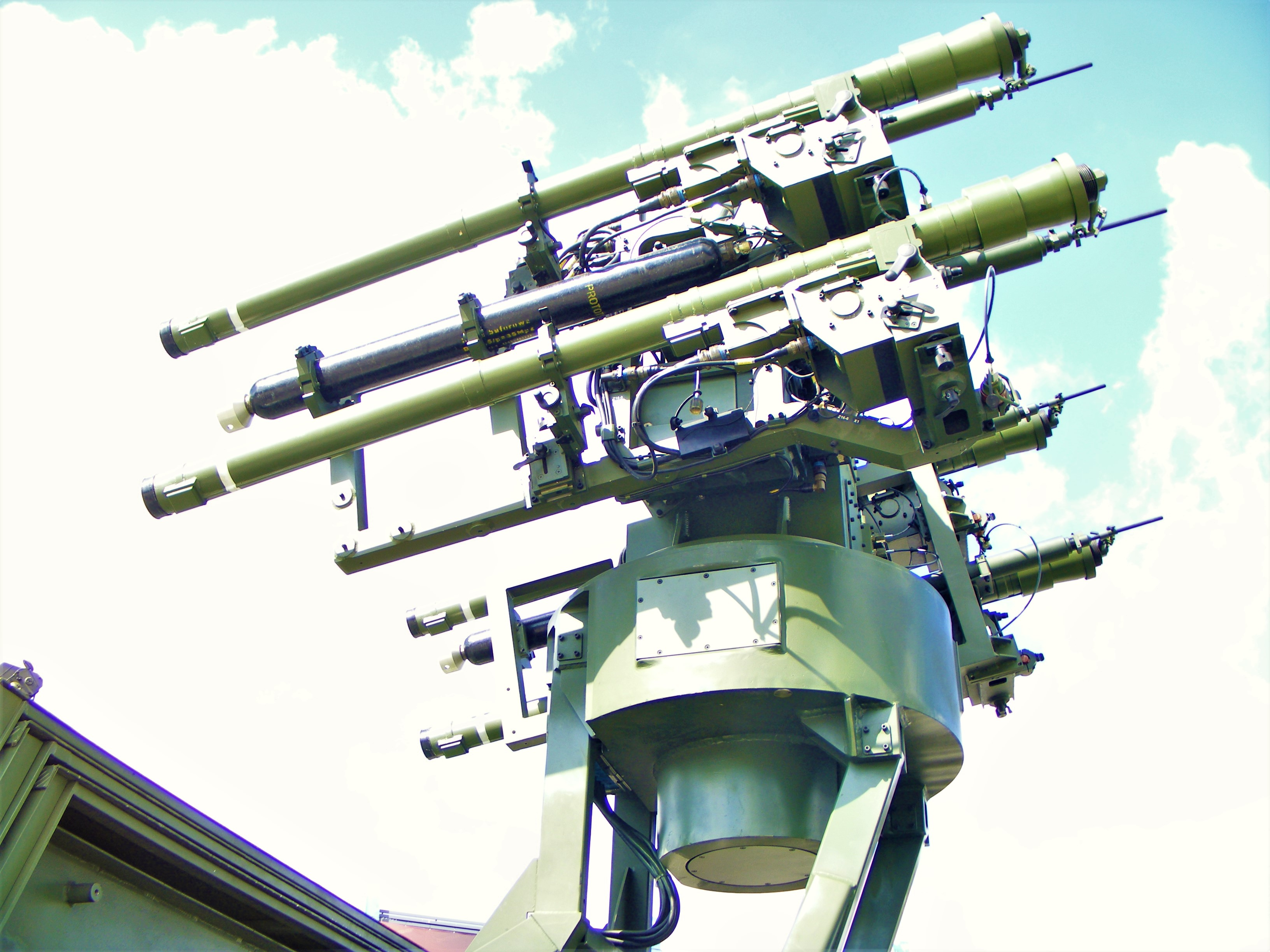
Wyrzutnie pocisków Grom wraz z sensorami i głowicą bojową, MSPO 2008

SPZR Poprad – samobieżny przeciwlotniczy zestaw rakietowy klasy VSHORAD (ang. Very Short Range Air Defence – bardzo krótkiego zasięgu), produkowany przez PIT-RADWAR S.A. Prace nad zestawem rozpoczęto w 2005 roku, zaś produkcja seryjna rozpoczęła się w 2015.

## Historia rozwoju
Początek rozwoju SPZR Poprad sięga 2000 roku, kiedy to Wojskowe Zakłady Mechaniczne z Siemianowic Śląskich wspólnie z Wojskowym Instytutem Technicznym Uzbrojenia (WITU) opracowały wstępne wymagania na samobieżny rakietowy zestaw przeciwlotniczy bazujący na pociskach Grom, oznaczany skrótem PP-G (Platforma Przeciwlotnicza z rakietami Grom) i jego demonstrator na podwoziu Land Rover Defender 110. Docelowym podwoziem zestawu miał zostać transporter opancerzony BRDM-2, jednak zrezygnowano z osadzenia systemu na tym podwoziu. Projekt kontynuowano i w 2002 roku otrzymał on kryptonim Poprad, a do jego realizacji włączyły się następujące podmioty: CNPEP Radwar S.A. (obecny PIT-RADWAR S.A.), Wojskowa Akademia Techniczna, ZM Mesko S.A. i Telesystem-Mesko Sp. z o.o. W tym samym czasie podjęto także decyzję, że nowa wersja zestawu zostanie opracowana na podwoziu pojazdu Iveco 40.13 WM. Jej prototyp powstał wiosną 2003 roku, a testy zakończono w styczniu 2005 roku. Resort obrony nie był jednak nadal zadowolony z wybranego podwozia. W związku z tym, pojęto próbę wykorzystania podwozia AMZ Dzik-P opracowanego przez firmę AMZ-Kutno. Ostatecznie w 2007 roku zdecydowano się na zastosowanie podwozia Żubr, również opracowanego przez firmę z Kutna. W wersji dla systemu Poprad otrzymało ono oznaczenie Żubr-P. Należy dodać, że jeszcze w 2005 roku wyrzutnie Poprad w wersji eksportowej zaoferowano na podwoziu 6×6 Huzar (wydłużony Land Rover Defender).
Prototyp systemu na docelowym podwoziu Żubr został zaprezentowany podczas Międzynarodowego Salonu Przemysłu Obronnego w 2008 roku. W kolejnych latach prowadzono testy i modyfikacje zestawu. Dopiero w listopadzie 2010 roku doszło do podpisania przez MON zamówienia na realizację prac wdrożeniowych, których przedmiotem była dostawa dwóch egzemplarzy SPZR Poprad partii próbnej. Początkowo planowano, że jej zakończenie nastąpi w terminie do 30 listopada 2011 roku, jednak prowadzone do 2013 roku badania zdawczo-odbiorcze zakończyły się wykazaniem uwag i zaleceń w zakresie przekonstruowania podwozia bazowego. Dopiero ponowne badania, przeprowadzone od 15 września do 21 listopada 2014 roku zakończyły się wynikiem pozytywnym.
W 2020 roku odbyły się pierwsze strzelania pociskami Piorun z zestawów Poprad.

## Opis techniczny
Podstawowe funkcje SPZR Poprad realizowane są przez zintegrowaną głowicę śledząco-celowniczą posiadającą napędy o wysokiej dynamice i dokładności. Zestaw sensorów elektrooptycznych (kamera termowizyjna, kamera światła dziennego i dalmierz laserowy) współpracuje z układem automatycznego śledzenia celu. Wskazanie celów odbywa się za pośrednictwem danych, przekazywanych kanałem cyfrowym z systemu zautomatyzowanego kierowania obroną przeciwlotniczą lub jest realizowane w sposób autonomiczny. W skład zestawu wchodzi komputer kierowania ogniem, system nawigacji oraz system „swój-obcy”. SPZR Poprad został wyposażony w system nawigacji inercyjnej i satelitarnej, dzięki czemu po zajęciu stanowiska ogniowego operator od razu może przekazać do systemu dowodzenia położenie zestawu oraz stan gotowości. Zestaw montowany jest standardowo na podwoziu samochodu AMZ Żubr-P produkcji AMZ-Kutno. Nośnik Żubr-P ma długość wynoszącą 6,95 m, szerokość 2,45 m, wysokość 2,65 m (w pozycji transportowej), zaś prześwit wynosi 320 mm. Opancerzenie pojazdu stanowią płyty pancerne. Napęd to silnik Iveco Tector NEF N60 ENT C o mocy 202 kW (275 KM). Konstrukcja zestawu Poprad zapewnia zminimalizowanie czasu, jaki jest potrzebny do przejścia z pozycji transportowej, w której głowica jest opuszczona i zasłonięta pokrywami dachu, do pozycji bojowej. Załogę stanowią 2 osoby (dowódca/operator i kierowca).
Na uzbrojenie zestawu składa się głowica z czterema wyrzutniami pocisków przeciwlotniczych PPZR Grom. Zestaw może skutecznie razić cele powietrzne w odległości od 500 do 5500 metrów oraz na pułapie od 10 do 3500 metrów. Głowica bojowa w położeniu bojowym, może obracać się w zakresie 360º oraz ma maksymalną elewację, wynoszącą od -10º do +70º. Maksymalna prędkość poruszania się w obu płaszczyznach to 100º na sekundę. Dodatkowo zawiera cztery pociski zapasowe przechowywane wewnątrz pojazdu, w specjalnym magazynie.
Zestaw Poprad może działać w ramach klasycznego systemu obrony powietrznej lub samodzielnie. W wypadku jeśli zestaw funkcjonuje w systemie kierowania obroną przeciwlotniczą (ma z nim łączność) to stamtąd otrzymuje wskazane celów oraz komendę do otwarcia ognia. Informacja o sytuacji radiolokacyjnej jest przekazywana do systemu Poprad dzięki radiostacjom UKF lub z wykorzystaniem łączności przewodowej. SPZR Poprad wykorzystuje stacje radiolokacyjne ZDPSR „Soła”, które wskazują cele dla baterii zestawu Poprad.

### Wyposażenie systemu
SPZR Poprad wyposażony jest dodatkowo w:
- wbudowany agregat prądotwórczy
- baterię akumulatorów
- głowicę optoelektroniczną
- kamerę termowizyjną Sagem MATIS (w pierwszej partii, potem ma być zamieniona przez polską KMW-3)[12]
- kamerę światła dziennego wysokiej czułości KTVD-1 produkcji PCO[12]
- dalmierz laserowy L5LUR
- system identyfikacji swój-obcy (IFF)

## Zastosowanie
Samobieżny Przeciwlotniczy Zestaw Rakietowy Poprad jest przeznaczony do wykrywania, rozpoznania i niszczenia celów powietrznych na bliskich odległościach i małych wysokościach przy użyciu samonaprowadzających się pocisków rakietowych bliskiego zasięgu. Zestaw może być stosowany do osłony kolumn wojsk, miejsc postoju, stanowisk dowodzenia i zgrupowań, oraz lotnisk, portów, zakładów przemysłowych, węzłów komunikacyjnych itp. przed uderzeniami środków napadu powietrznego.

## Użytkownicy

### Polska
- 8 Koszaliński Pułk Przeciwlotniczy
- 4 Zielonogórski Pułk Przeciwlotniczy
- 15 Gołdapski Pułk Przeciwlotniczy
- 18 Pułk Przeciwlotniczy[13]
- 21 Brygada Strzelców Podhalańskich
- 12 Brygada Zmechanizowana[14]
- 15 Giżycka Brygada Zmechanizowana
- 17 Wielkopolska Brygada Zmechanizowana[15]
- 19 Lubelska Brygada Zmechanizowana[16]
- 20 Bartoszycka Brygada Zmechanizowana[13]
- Centrum Szkolenia Sił Powietrznych[17]

Zgodnie z kontraktem na dostawę zestawów przeciwlotniczych Poprad podpisanym w grudniu 2015, Wojsko Polskie otrzymało 79 egzemplarzy (w tym 2 z partii wdrożeniowej). Ich dostawy rozpoczęły się w 2018 roku, a zakończyły się 14 grudnia 2021 roku.

### Indonezja
Jeszcze przed przyjęciem zestawu na uzbrojenie w Polsce, 4 lipca 2005 roku Indonezja zawarła umowę na zakup systemu rakietowo-artyleryjskiego, oferowanego przez Bumar na eksport pod nazwą Kobra, w skład którego wchodziły cztery wyrzutnie Poprad, dwa wozy dowodzenia WD-95 z głowicami optronicznymi, samobieżny radar MMSR i 12 holowanych zestawów artyleryjsko-rakietowych ZUR-23-2KG-I oraz 76 pocisków Grom. Wszystkie pojazdy oparto na podwoziach 6×6 Huzar (wydłużonych podwoziach Land Rover Defender). System dostarczono w 2007 roku i otrzymał w Indonezji oznaczenie Aster. W 2006 roku Indonezja zamówiła drugi taki system, dostarczony w 2010 roku.